# Zelotes pluridentatus
Zelotes pluridentatus este o specie de păianjeni din genul Zelotes, familia Gnaphosidae, descrisă de Marinaro, 1967.
Este endemică în Algeria. Conform Catalogue of Life specia Zelotes pluridentatus nu are subspecii cunoscute.